# سه خوک فسقلی (فیلم)
سه خوک فسقلی (انگلیسی: Three Little Pigs) یک فیلم کوتاه پویانمایی به تهیه‌کنندگی والت دیزنی و کارگردانی برت جیلت از مجموعه سمفونی احمقانه است که در ۲۷ مه ۱۹۳۳ از سوی یونایتد آرتیستس در ایالات متحده منتشر شد.

## ترانه فیلم
ترانه اصلی کارتون با عنوان "چه کسی از گرگ بد بزرگ می ترسد؟"، توسط فرانک چرچیل ساخته شده است، نشان دهنده عزم مردم در برابر "گرگ بد بزرگ" در دوران رکود بزرگ است. همچنین این آهنگ الهام بخش نام گذاری نمایشنامه "چه کسی از ویرجینیا وولف می ترسد؟" نوشته ادوارد البی نمایشنامه نویس آمریکایی بوده است.